# Океан (завод)
«Океан» (ООО Николаевский судостроительный завод «Океан»;укр. Миколаївський суднобудівний завод «Океан») — украинское судостроительное предприятие в Николаеве, созданное в 1951 году. Входило в число крупнейших судостроительных заводов СССР. Основные виды деятельности: судостроение и судоремонт. Завод имеет две технологические линии для строительства средне- и крупнотоннажных судов. Крупнотоннажная линия предназначена для строительства танкеров и контейнеровозов, среднетоннажная — для постройки барж, понтонов и буксиров. При независимой Украине пришло в упадок, перенесло радикальное сокращение персонала и утрату имущества и активов, было обанкрочено, однако избежало окончательной ликвидации. Владельцем завода ныне числится бывший начальник Николаевского торгового порта Василий Капацина. В мае 2022 года поступали сообщения о нанесении ударов по реквизированным для нужд ВСУ складам предприятия, масштаб причиненного предприятию ущерба на данный момент остается неизвестным.
Территория судостроительного завода «Океан» расположена в южной части Николаева, в Корабельном районе, вниз по течению реки Южный Буг, на её левом берегу. Заводу принадлежит земельный участок площадью около 101 гектара и участок водной акватории площадью 42 гектара. Общая длина достроечных набережных превышает 600 метров.
Основные виды деятельности предприятия — судостроение и судоремонт. Предприятие имеет две технологические линии крупнотоннажного и среднетоннажного судостроения. Крупнотоннажная линия используется для строительства танкеров и контейнеровозов, а на среднетоннажной линии строятся баржи, понтоны и буксиры.

## История
Судостроительный завод «Океан» основан в 1951 году.
В 1955 году введена в действие технологическая линия с боковым передаточно-спусковым устройством (слип).
С 1952 года по 1972 год выпущено более 200 единиц судостроительной продукции, среди них: 7 морских сухогрузов типа «Иргиз», 46 рефрижераторов типа «Таврия», 2 лесовоза типа «Малоярославец», проект 450 и 12 лесовозов типа «Сибирьлес», проект 450Б (для Министерства морского флота СССР), 15 траулеров типа «Алтай» (для Мурманского тралового флота).
В 1970-х годах завод подвергли широкомасштабной реконструкции. В 1972 году введён в эксплуатацию один из крупнейших в Европе сухой док, задействована вторая технологическая линия по строительству крупнотоннажных судов. В то же время продолжалось строительство крупной серии траулеров для Мурманского тралового флота и начался выпуск крупнотоннажных судов: серия из восьми рудовозов типа «Зоя Космодемьянская», два из которых на экспорт.
В 1974 году спущено на воду головное судно серии из 18 супертраулеров нового поколения типа «Горизонт» (для Мурманского тралового флота). С 1977 года по заказу Черноморского морского пароходства завод «Океан» построил четыре нефтерудовоза типа «Борис Бутома».
В 1980-х годах одновременно строились нефтерудовозы, супертраулеры, морские плавучие полупогружные установки для бурения нефтяных скважин. С 1982 года завод «Океан» построил 26 рудовозов типа «Харитон Греку» для Черноморского морского пароходства. Для Московского гидроакустического института «Океан» строил научно-исследовательские суда для исследований Мирового океана. Завод построил новые рыбообрабатывающие базы для Дальневосточного региона и ввёл в действие технологическую линию со спусковым устройством через плавучий передаточно-спусковой док.

### Послераспада СССР
В 1997 году «Океан» выпустил балкер типа «Панамакс».
Осенью 2000 года проведён тендер на продажу 78 % принадлежащих государству акций ОАО «Судостроительный завод „Океан“». Тендер выиграл нидерландский судостроительный концерн «Damen Shipyards Group». В октябре 2000 года между Фондом государственного имущества Украины и группой «Damen Shipyards Group» был заключен договор купли-продажи акций ОАО «Судостроительный завод „Океан“». Завод был переименован в ОАО «Дамен Шипярдс Океан».
В 2001 году в результате дополнительной эмиссии акций «Океана», а также выкупа части акций у портфельных инвесторов в собственность основного акционера перешло около 98,7 % акций.
С октября 2000 года по август 2006 года «Дамен Шипярдс Океан» построил 55 судов для заказчиков из Украины, Германии, Англии, Норвегии, Нидерландов. Среди выпущенных судов были контейнеровозы, балкеры, суда для перевозки тяжеловесных грузов, танкеры-химовозы, буксиры-снабженцы ледового класса, многоцелевые грузовые суда.
С августа 2006 года по июль 2008 года контрольный пакет акций принадлежал норвежской судостроительной группе «Акер Ярдс АСА». За этот период завод выполнил 13 судостроительных заказов.
Осенью 2008 года предприятие стало частью норвежской компании «Вадан Ярдс Групп АС».
18 марта 2011 года решением акционеров ПАО «Вадан Ярдс Океан» переименовано в ПАО «Николаевский судостроительный завод „Океан“».
В мае 2011 из сухого дока выведено головное судно серии многофункциональных буксиров-толкачей для флота компании «Нибулон» и завершено строительство 13 плавсредств (мотозавозней, понтонов, земснарядов, пульпопроводов) для российской компании «Техногарант».
С лета 2011 года «Океан» получил контракт Новошипа на ремонт корпусов танкеров-Афрамаксов; первым встал на ремонт NS Commander, работы на нём были закончены в конце июля 2011 года; после этого на этой верфи были отремонтированы NS Century (закончен 6 августа) и NS Spirit.
Эта цепочка последовательных заказов оказала важное влияние на пошатнувшееся финансовое положение судостроительного предприятия.
Со временем вместо новых заказов, высоких зарплат и инвестиций в модернизацию производства штат работников завода сократился с 10 тыс. до 500 человек, а большинство судостроителей уехали на заработки в Польшу и Россию .
Чистый убыток завода в 2012 году составил 159,71 млн гривен, что на 44,3 % больше, чем в 2011 году.
В ноябре 2013 года Хозяйственный суд Николаевской области признал предприятие банкротом. Процедура банкротства заняла несколько лет и завершилась продажей целостного имущественного комплекса завода. В декабре 2018 года на аукционе завод «Океан» был приобретён за 122 млн 195 тысяч гривен.

### Восстановление производства
В 2019 году началось возрождение производства. Cудостроительный завод «Океан» провёл судоремонт нескольких заказов, среди которых суперъяхта IRA, танкер Scot Stuttgart, буксир «Очаков» и земснаряд «Рион». Также завод выполнил заказы на конструкции для эстакад на будущей Полтавской кольцевой дороге, для моста в Ивано-Франковске и пешеходно-велосипедного моста в Киеве.
22 мая 2019 заводе завершен ремонт земснаряда «Рион», ставший в сухой док 1 апреля 2019. Ремонт выполнялся по заказу филиала «Дельта-Лоцман» ГП Администрация морских портов Украины. Согласно ремонтной ведомости выполнены: ремонт корпуса, донно-забортной арматуры, якорного и рулевого устройства, системы главного двигателя и др.
31 мая предприятие завершило классификационный ремонт трех буксиров «Очаков», «Измаилец» и «Зюйд». Ремонтные работы выполнялись в плавучем доке завода «Океан». Согласно ремонтной ведомости выполнен ремонт наружной обшивки и конструкций корпуса, винто-рулевых устройств, систем главного двигателя и другого оборудования.
9 августа 2019 на заводе завершен ремонт и выведен из сухого дока сухогруз ALICE.
20 сентября 2019 завод подписал контракт на строительство двух сухогрузных барж по заказу голландской компании Eurobulk, занимающейся речными перевозками.
По итогам 2019 на форуме работодателей Николаевщины, инициированном службой занятости при поддержке областной госадминистрации «Океан» отметили как лучшего работодателя.
21 декабря 2020 стало известно, что Турция выбрала завод «Океан» для строительства корветов для ВМС Украины.
В 2020 году «Океан» успешно сдал два несамоходных судна пр. 472-РТ по заказу голландской компании Eurobulk. Выполнил модернизацию сухогруза DREMORA 3 и доковый ремонт сухогрузных судов SIGMA и RUBUS и танкера-химовоза MILLENIAL SPIRIT. Выполнен капитальный ремонт двух несамоходных судов «Днепр 101» и «Днепр 102» для судоходной компании «Аскет Шиппинг».

### 2022 год
22 июня 2022 года, в результате удара российскими ракетами, были повреждены цеха завода.